# Wolfram Herold
Wolfram Herold ist ein deutscher ehemaliger Turner und Autor von Fachliteratur zum Themengebiet Turnen.
Er war zweifacher DDR-Meister. Später trat er als (Mit-)Autor von einigen Sachbüchern über Turnen und Gymnastik in Erscheinung.

## Erfolge
- DDR-Meister im Mehrkampf 1951[2]
- DDR-Meister am Seitpferd 1951[2]